# Waltonville

Waltonville est un village du comté de Jefferson, dans l'Illinois, aux États-Unis. Il est incorporé le 17 mai 1911. Lors du recensement de 2010, le village comptait une population de 434 habitants.

## Source de la traduction
- (en) Cet article est partiellement ou en totalité issu de l’article de Wikipédia en anglais intitulé « Waltonville, Illinois » (voir la liste des auteurs).